# 千葉県立京葉工業高等学校
千葉県立京葉工業高等学校（ちばけんりつ けいようこうぎょうこうとうがっこう）は、千葉県千葉市稲毛区穴川四丁目に所在する公立の工業高等学校。2010年に創立50周年を迎えた。

## 設置課程
- 全日制課程
  - 機械科
  - 電子工業科(通信・ネットワークコース、制御・マイコンコース)
  - 建設科（建築コース・土木コース）
  - 設備システム科（設備コース・システムコース）

## アクセス
- 千葉都市モノレール穴川駅 徒歩約8分
- JR総武本線稲毛駅 徒歩約15分
- 京成千葉線京成稲毛駅 徒歩約16分

## 沿革
昭和
- 1959年12月16日 - 定例千葉県教育委員会会議において千葉県立京葉工業高等学校を設立を決議
  - 12月22日-千葉県立京葉工業高等学校の設立が告示され、機械科2学級、電子工業科2学級、化学工業科1学級、土木科1学級を募集
- 1960年4月12日 -第一回入学式挙行
- 1961年2月28日 - 校舎第1期工事(機械科、電子工業科の学習施設、土木科の製図室および標本室)竣工
  - 5月31日 - 第2期工事(東本館)竣工
  - 7月15日 - 校歌制定
  - 7月31日 - 第3期工事(化学工業化の実習施設、土木科の実習施設)修工
- 1962年1月1日 - 学級増が告示され、昭和37年度より機械科3学級、電子工業科2学級、化学工業科2学級、土木科1学級募集
  - 4月30日 - 第4期工事(西本館)竣工
  - 8月31日 - 第5期工事(講堂兼体育館と自動車車庫竣工
- 1963年2月22日 - 開成落成記念式典挙行
  - 5月22日 - 本校の創立記念日を5月22日と定め、記念式典挙行、校歌披露
- 1970年11月17日 - 創立10周年記念式典を挙行
- 1971年3月19日 - プール竣工
  - 12月25日 - 国有地取得(1,314㎡)
- 1973年9月24日 - 中央棟(特別教室)竣工
- 1974年5月28日 -　本館改修工事(普通教室6室増)完成
- 1978年9月29日 - 電子工業科実習棟、化学工業科実習棟窓枠アルミサッシ化完成
- 1979年8月31日 - 東本館・西本館窓枠アルミサッシ化並びに外壁塗装工事完了
- 1980年5月22日 - 創立20周年記念式典挙行
  - 9月10日 - 機械科実習棟、土木実習棟窓枠アルミサッシ化並びに外装塗装工事完了
- 1986年2月14日- 通学門竣工
  - 3月24日- 国有地取得(11,800㎡)
- 1987年3月24日 - 衛生給排水設備全面改修
  - 9月20日 - 屋内運動場・格技場竣工
- 1988年3月25日 - グランド全面整備終了

平成
- 1989年3月25日 - 機械科棟竣工
- 1990年2月22日 - 電気通信の工事担任者(ネットワーク技術者)学校認定(郵政省 現：総務省)
  - 5月11日 - 機械科実習棟竣工
  - 11月24日 - 創立30周年記念式典を挙行、校訓制定、記念庭園(中庭）完成
  - 3月3日 - 創立30周年記念誌刊行
- 1991年10月22日 - 学級減が告示され、平成4年度より機械科2学級(1学級減)
- 1994年2月20日 - 家庭科実習棟竣工
  - 4月1日 - 化学工業化2学級を進行で廃止し、設備システム科2学級を設置
- 1996年4月1日 - 土木科1学級を学年進行で廃止し、建設科1学級を設置
- 1999年8月31日 - 東本館・西本館、耐震補強工事終了
- 2000年3月31日 - 変電設備改修工事終了
  - 10月21日 - 創立40周年記念式典挙行、デジタル電波時計塔完成
- 2001年4月1日 - 設備システム科1学級減
- 2007年8月23日 - 学級減が告示され、平成20年度より電子工業科1学級(1学級減)
- 2009年4月1日 - 電子工業科コース別教育課程開始(通信・ネットワークコース、制御・マイコン)
  - 9月 - 学級増が告示され、平成22年度より、電子工業科2学級(1学級増)
- 2010年9月 - 東棟トイレ改修工事開始、新国旗塔設置
  - 11月5日 - 県立高等学校管理規則の一部が改正され、平成23年度より電子工業科1学級(1学級減)
  - 11月19日 - 創立50周年記念式典挙行、創立50周年記念講演会
    - 第一回公演:黒木知宏氏による講演：演題「今頑張れ　今頑張らずに　いつ頑張る」
    - 第二回公演:水谷修氏による講演:演題「夜回り先生　心の授業」
- 2012年8月 - 全教室、一部特別教室エアコン設置完了
- 2013年3月28日 - 学校Webサイト更新
- 2017年10月 - 実習棟新築工事開始[1][2]
- 2018年8月10日 -実習棟工事終了

令和
2025年4月1日 -機械科１学級減

## 施設

校内外写真
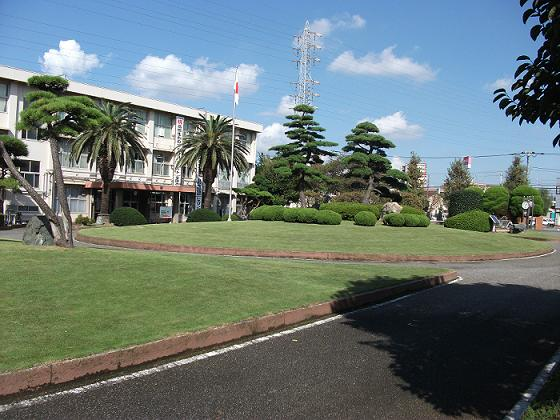
前庭
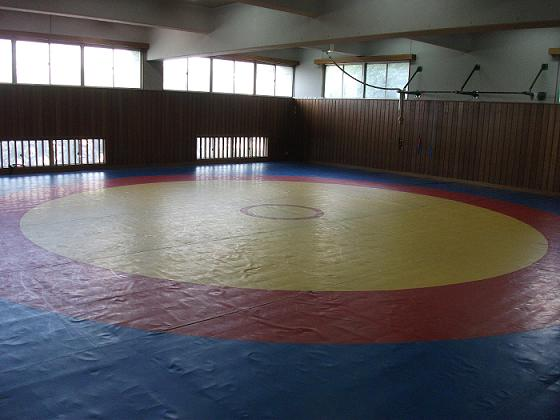
レスリング場
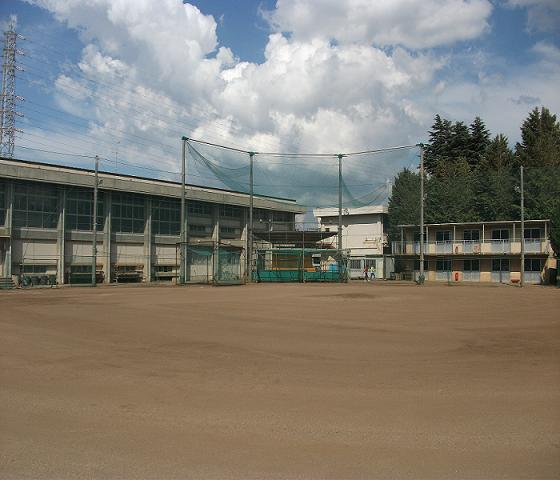
野球場
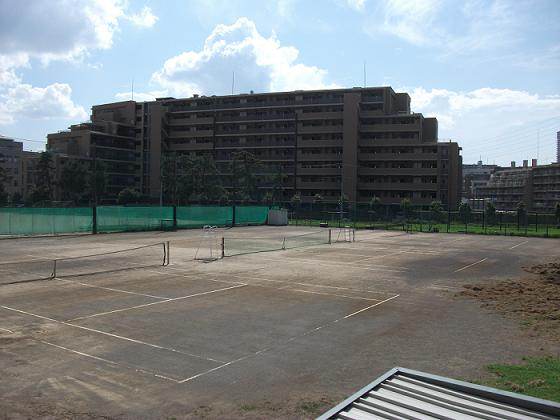
テニス場
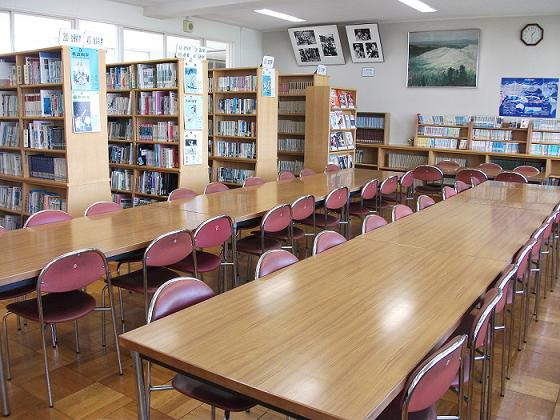
図書室
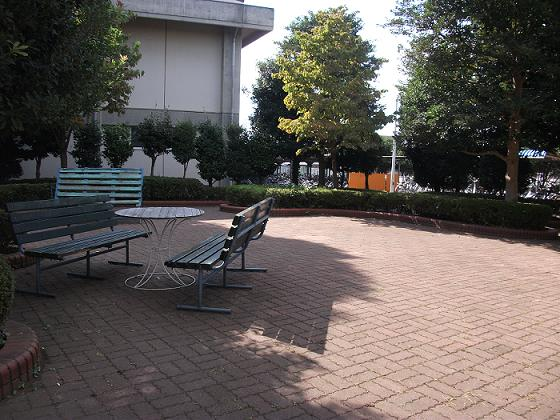
ベンチ
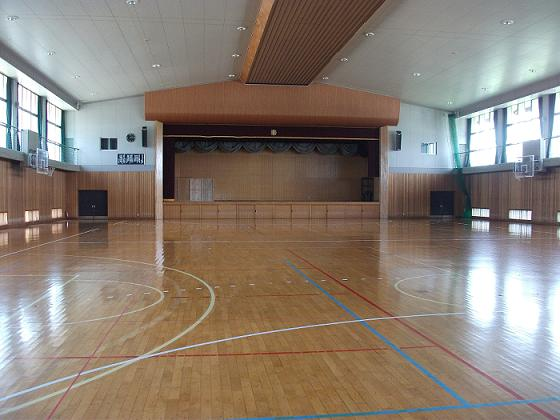
体育館

(1)校地
総面積　51.751.92㎡
校舎敷地　31.484.3㎡
運動場　20.267.62㎡
(2)施設　
| 名称                         | 構造           | 面積(㎡) | 完成年月     | 備考 (主な部屋)                                                                         |
| ---------------------------- | -------------- | -------- | ------------ | --------------------------------------------------------------------------------------- |
| 普通教室・管理棟(東棟・西棟) | 鉄筋3階建      | 3.583.66 | 昭和36年3月  | 普通教室(16)、選択教室(5)、校長室、事務室、会議室、教務室、保健室、化学教室、進路指導室 |
| 特別教室棟(中央棟)           | 鉄筋3階建      | 1.220.24 | 昭和48年7月  | 音楽室、物理実験室、図書室、視聴覚室、教育相談室、設備システム科実習室(2)               |
| 電子工業科棟                 | 鉄筋2階建      | 1.840.70 | 昭和36年2月  | 電子工業科実習室(7)、講義室、コンピュータ室、建設科実習室(2),設備システム科(2)          |
| 電子工業科第2実習棟          | 鉄筋2階平屋    | 445.23   | 昭和36年2月  | 電子工業科実習室(3)                                                                     |
| 建設科実習棟                 | 鉄筋平屋建     | 625.80   | 昭和36年5月  | 建設科実習室(3)、コンピュータ室                                                         |
| 建設科第2実習棟              | 鉄筋2階建      | 926.50   | 昭和36年2月  | 建設科実習室(6)、講義室                                                                 |
| 設備システム科実習棟         | 鉄筋2階建      | 1.368.29 | 昭和36年5月  | 設備システム科実習室(6)、コンピュータ室                                                 |
| 機械科実習棟                 | 鉄筋3階建      | 1.868.81 | 平成元年3月  | 機械科実習室(5)、講義室、コンピュータ室、自転車競技部 部室3                             |
| 機械科工場                   | 鉄筋平屋建     | 1.375.00 | 平成2年5月   | 機械科実習室(5)、講義室                                                                 |
| 家庭科実習棟                 | 鉄筋平屋建     | 567.00   | 平成6年2月   | 家庭科実習室(3)                                                                         |
| 屋内運動場                   | 鉄筋2階建      | 2.550.83 | 昭和62年9月  | 体育室、剣道場、柔道場、トレーニング室                                                  |
| 体育倉庫兼部室               | ブロック2階建  | 120.06   | 昭和60年3月  | サッカー部、テニス部 等部室塔                                                           |
| 体育倉庫兼部室2              | ブロック2階建  | 120.38   | 昭和63年3月  | 野球部、自転車競技部 部室1 等部室塔                                                     |
| 体育倉庫                     | ブロック平屋建 | 40.00    | 昭和61年10月 |                                                                                         |
| プール付属室                 | 鉄骨平屋建     | 54.20    | 昭和46年5月  | 自転車競技部 部室2                                                                      |
| 車庫(倉庫)                   | 鉄骨平屋建     | 132.00   | 昭和37年7月  |                                                                                         |
| 購買室                       | 軽量鉄骨平屋建 | 120.82   | 昭和55年11月 |                                                                                         |
| 作業室                       | 軽量鉄骨平屋建 | 20.46    | 昭和47年9月  |                                                                                         |
| ポンプ室                     | 鉄筋平屋建     | 24.00    | 昭和62年3月  |                                                                                         |
| 受変電室                     | 鉄筋平屋建     | 52.00    | 平成12年4月  |                                                                                         |

（※上記は、2010年現在。）
- 校内外写真
- 前庭
- レスリング場
- 野球場
- テニス場
- 図書室
- ベンチ
- 体育館

## 部・委員会

### 部活動
運動系
- 陸上競技部
- ソフトテニス部
- 山岳部
- サッカー部
- バレーボール部
- バスケットボール部
- 卓球部
- 柔道部
- バドミントン部
- 剣道部
- 自転車競技部
- レスリング部
- テニス部
- 野球部

文化系
- 吹奏楽部
- 写真部
- 機械研究部
- 電子工業研究部
- 基礎工学研究部
- 自動車部
- マイコン研究部
- 漫画アニメーション研究部
- 模型工作部
- 鉄道研究部（KRF）

同好会
- JRC同好会
- 建築設計同好会
- ハンドボール同好会
- リズム研究所同好会

### 委員会
| 委員会名       | 活動内容                                                                     |
| -------------- | ---------------------------------------------------------------------------- |
| 美化委員会     | 校内の美化また京工祭ゴミ管理..等                                             |
| 文化委員会     | 京工祭の運営および管理また京工祭実行委員会の母体..等                         |
| 放送委員会     | 校内放送、放送機器管理..等                                                   |
| 保健委員会     | 健康診断補助活動、スポーツテスト補助活動、手洗い石鹸管理、クラス健康管理..等 |
| 図書委員会     | 朝刊とじ込み活動、昼休みカウンター当番、蔵書点検、図書便り文書作成..等       |
| 応援委員会     | 甲子園大会千葉県予選会応援、大会へ出場する部活動の応援..等                   |
| 運動委員会     | 新体力テスト管理、球技大会実行委員会の母体..等                               |
| 交通安全委員会 | 自転車点検、京工祭の受付..等                                                 |
| 選挙管理委員会 | 生徒会役員選挙管理                                                           |

## 不祥事
2018年3月7日　試験内容一部漏洩
後期選抜の合格発表があった千葉県の公立高校の入学者選抜をめぐり、県立京葉工業高校（千葉市稲毛区）の男性教諭（２８）が県内の公立中学校教諭に対し、検査内容の一部を漏らしていた。この教諭を停職３カ月の処分にしたと発表した。県教委によると、男性教諭は２月１３、１４日に行われた公立高の前期選抜で、面接試験の設問を中学教諭に漏らした。男性教諭は同高の野球部顧問をしており、自分の目を付けた特定の中学生について「入学してほしかった」として、中学生が通う中学校に対し電話をかけたことなど、事実関係を認めている。
この件に関して日本学生野球協会は、京葉工（千葉）の監督を３月７日から２年間の謹慎処分を決定した。

## その他
事故により自転車競技部員2名死亡
2007年7月19日13時50分ごろ、千葉市美浜区美浜1の市道で、部活動の練習中に2名が自転車で駐車車両に衝突。全身を強く打っており、間もなく死亡。自転車は50km/h前後の速度を出していたと見られている。路駐していた車両（普通車）は、駐車違反区域に駐車していた。千葉県警交通捜査課は、当該車両の運転者を、自動車運転過失致死容疑で書類送検した。2名は、千葉県の代表として全国高校総体（佐賀県で開催）に出場する予定だった。同部は、「道幅が広く、交通量が比較的少ないコース」を練習コースに指定。事故現場（市道）は、指定コース内だった。
教頭は、
- 安全には注意していた。
- 普段は顧問教諭が車で伴走する。本日は会議のため同行していない。
- 練習場所の確保が難しいので、公道で練習する事はやむを得ない。
- 2人とも練習熱心。生活態度も良かった。本当につらい事である。

とコメントした。
事故以来、まともな活動は行うことが出来ず廃部寸前というところまで追い込まれた。
教諭等と部員生徒達は廃部を避けるため活動し続け、全国高校総体出場、全国高等学校選抜大会出場、など県大会、関東大会、全国大会の出場と、高成績を残し活動の幅を広げている。

## 著名な出身者
- 伊勢崎彰大（競輪選手）
- 荻原修（元プロ野球選手）
- 劇団ひとり（芸人）中退
- 武井大介（競輪選手）
- 中村浩士（競輪選手）
- 三上佳孝（競輪選手）